# Hamish Glencross
Hamish Hamilton Glencross (ur. 13 lutego 1978 w Dundee) – szkocki gitarzysta, muzyk i kompozytor. W latach 1996–1999 był gitarzystą doommetalowego Solstice, następnie udzielał się w Seer’s Tear – zespole wykonującym metal progresywny. W 2000 roku Glencross został członkiem angielskiej grupy muzycznej My Dying Bride. W 2014 roku muzyk opuścił zespół.
Od 2010 roku występuje w zespole Vallenfyre, którego był współzałożycielem.

## Dyskografia
My Dying Bride
- The Dreadful Hours (2001)
- The Voice of the Wretched (2002, album koncertowy)
- Songs of Darkness, Words of Light (2004)
- Anti-Diluvian Chronicles (2005, kompilacja)
- Sinamorata (2005, DVD)
- A Line of Deathless Kings (2006)
- Deeper Down (2006, singel)
- An Ode to Woe (2008, album koncertowy)
- An Ode to Woe (2008, DVD)
- For Lies I Sire (2009)

Solstice
- New Dark Age (1998)[7]

Vallenfyre
- Desecration (EP, 2011)[8]
- A Fragile King (2011)[9]